# التهاب الجلد النيماتودي
التهاب الجلد النيماتودي (بالإنجليزية: Nematode dermatitis) هي حالة جلدية تتميز بانتشار التهاب الجريبات الناجمة عن الإنكلستوما الكلبية.
:435